# فرانك أبركرومبي
فرانك أبركرومبي (بالإنجليزية: Frank Abercrombie)‏ هو لاعب كرة قاعدة أمريكي، ولد في 2 يناير 1851 في فورت تاوسون في الولايات المتحدة، وتوفي في 11 نوفمبر 1939 في فيلادلفيا في الولايات المتحدة.

## وصلات خارجية
- فرانك أبركرومبي على موقعبيزبول رفرنس.كوم (الدوري الرئيسي) (الإنجليزية)
- فرانك أبركرومبي على موقع مشجعي الرسوم البيانية (الإنجليزية)